# La glotonería de los pitufos
La glotonería de los pitufos (en el francés original, La Gourmandise chez les Schtroumpfs) es la trigésimo primera historieta de Los Pitufos escrita y dibujada por Peyo en 1990.
Fue publicada como complemento de El aeropitufo junto a El Pitufador Enmascarado, Puppy y los pitufos y Las bromas del Pitufo Bromista.

## Argumento
El brujo Gargamel hace un pastel de zarzaparrilla con un elixir de petrificación y lo deja en el bosque.
Al día siguiente, algunos pitufos van al bosque a recoger frambuesas y encuentran el pastel, que comen a pesar de las advertencias del Pitufo con Gafas; incluso le lanzan algo de pastel a la cara, por lo que él también lo prueba. El Pitufo Gruñón es el único que no come pastel, así que cuando el elixir petrifica al resto, va a la Aldea Pitufa a avisar al Gran Pitufo.
Gargamel se lleva a los pitufos petrificados a su casa, pero se va porque necesita ingredientes para un antídoto. Entonces llegan el Gran Pitufo y el resto de los pitufos, leen la fórmula del antídoto y consiguen los ingredientes antes que Gargamel, restauran a los Pitufos petrificados y dejan la casa de Gargamel, pero antes el Gran Pitufo deja un caramelo con una fórmula que hace el cuerpo de Gargamel demasiado blando para poder perseguirlos.